# Caroline Persson
Caroline Persson es una deportista sueca que compitió en taekwondo. Ganó tres medallas en el Campeonato Europeo de Taekwondo entre los años 2002 y 2006.

## Palmarés internacional
| Campeonato Europeo | Campeonato Europeo | Campeonato Europeo | Campeonato Europeo |
| Año                | Lugar              | Medalla            | Categoría          |
| ------------------ | ------------------ | ------------------ | ------------------ |
| 2002               | Samsun (Turquía)   | Medalla de bronce  | –63 kg             |
| 2005               | Riga (Letonia)     | Medalla de plata   | –67 kg             |
| 2006               | Bonn (Alemania)    | Medalla de bronce  | –67 kg             |